# Sankt Peters kyrka, Lund (Bredgatan)
Sankt Peters kyrka, eller Sankt Peter vid Bredgatan, var en katolsk kyrka under medeltiden. Den låg i kvarteret Sankt Peter vid korsningen Bredgatan/Sankt Petri kyrkogata i Lund, där numera Petriplatsen ligger. För att skilja den från de två andra Petruskyrkorna i Lund, kallades den Sankt Peter vid Bredgatan. Den mindre av de två sockenkyrkorna med detta namn, Lille Sankt Peter, låg vid Grönegatan. 
Kyrkan byggdes under andra hälften av 1100-talet och helgades åt aposteln Simon Petrus, som var en av Jesu lärjungar. Den nämns i en skriftlig källa första gången 1289. Möjligen var det domkapitlet som hade patronatsrätten över kyrkan.
Sankt Peters kyrka undersöktes arkeologiskt 1968, när stadsbiblioteket skulle byggas på området. Ungefär hälften av kyrkan undersöktes arkeologiskt, och bland annat hittades dekorerat golvtegel, varav en del pryddes av djurfigurer.
Kyrkan var byggd i romansk stil med långhus, kor och absid. Senare byggdes ett torn till i väster. Yttermurarna är utmärkta med stenar i marken på Petriplatsen. 
Sankt Peters kyrka revs efter reformationen i Danmark 1536, men dess kyrkogård användes ända fram till 1816.